# Прості турботи
«Прості турботи» — радянський художній фільм 1975 року, знятий режисером Ісааком Шмаруком на Кіностудії ім. О. Довженка.

## Сюжет
Голова колгоспу Борис Ярош — прихильник та ініціатор передових методів господарювання. У процесі будівництва тваринницького комплексу він вступає у конфлікт із тваринником Григорієм Дмитруком, людиною з психологією споживання та байдужості.

## У ролях
- Леонід Бакштаєв — Борис Ярош
- Валерія Заклунна — Зоя
- Валерій Малишев — Григорій Дмитрук
- Нонна Копержинська — Юхимівна
- Яна Друзь — Іра
- Сергій Свєчников — Сашка Кравченко, ветеринар
- Віктор Шульгін — Кравченко
- Т. Михайлова — дружина Кравченка
- Ольга Реус-Петренко — Ольга
- Катерина Литвиненко — голова колгоспу
- Агафія Болотова — роль другого плану
- Галина Демчук — роль другого плану
- Лідія Бєлозьорова — Таїсья
- Ада Волошина — епізод
- Олександр Мовчан — епізод
- Віктор Чекмарьов — епізод

## Знімальна група
- Режисер — Ісаак Шмарук
- Сценаристи — Андрій Красильников, Роман Фурман
- Оператор — Олексій Прокопенко
- Композитор — Платон Майборода
- Художник — Віктор Мигулько